# Octopus mimus
Octopus mimus är en bläckfiskart som beskrevs av Gould 1852. Octopus mimus ingår i släktet Octopus och familjen Octopodidae. Inga underarter finns listade i Catalogue of Life.